# Warut Supphaso
Warut Supphaso (thailändisch วรุตน์ สัพโส; * 2. Januar 1986 in Sakon Nakhon) ist ein thailändischer Fußballspieler.

## Karriere
Warut Supphaso erlernte das Fußballspielen in der Schulmannschaft der Sarawittaya School in Bangkok sowie in der Jugendmannschaft vom Drittligisten Chiangmai FC in Chiangmai. Bei seinem Jugendverein unterschrieb er 2010 auch seinen ersten Vertrag. Bis 2012 absolvierte er 55 Spiele in der Regional League Division 2. 2013 wechselte er nach Rayong zum Rayong FC. Der Club spielte in der zweiten Liga, der Thai Premier League Division 1. Nach der Hinserie ging nach Phitsanulok, wo er sich dem Drittligisten Phitsanulok FC anschloss. Mit dem Club wurde er am Ende der Saison Vizemeister und stieg somit in die zweite Liga auf. Nach dem Aufstieg verließ er den Club und schloss sich 2014 dem Singhtarua FC an. Der Verein aus Bangkok spielte in der ersten Liga, der Thai Premier League. Nach 37 Spielen wechselte er 2015 zum Ligakonkurrenten Chonburi FC nach Chonburi. Die Rückserie 2016 wurde er an den Zweitligisten PT Prachuap FC aus Prachuap ausgeliehen. Der Erstligist Sisaket FC nahm ihn ab 2017 unter Vertrag. Nach drei Spielen für Sisaket wurde der Vertrag im März aufgelöst. Bis Anfang Juni 2017 war er vertrags- und vereinslos. Der Zweitligist Lampang FC nahm ihn ab Juni 2017 unter Vertrag. Bei dem Verein aus Lampang spielte er bis Ende des Jahres. Trat FC, ein Zweitligist aus Trat, nahm ihn Anfang 2018 unter Vertrag. Mit dem Verein wurde er am Ende der Saison Vizemeister und stieg somit in die erste Liga auf. Nach dem Aufstieg verließ er Trat und ging nach Udon Thani, wo er sich dem Zweitligisten Udon Thani FC anschloss. Nach 26 Spielen unterschrieb er 2020 einen Vertrag bei seinem ehemaligen Club und Erstligaaufsteiger Rayong FC. Hier kam er auf acht Erstligaeinsätze. Ende Dezember 2020 wechselte er zum Zweitligisten Nongbua Pitchaya FC. Im März 2021 feierte er mit Nongbua die Zweitligameisterschaft und den Aufstieg in die erste Liga. Nach dem Aufstieg verließ er den Verein und schloss sich dem Drittligisten Pattaya Dolphins United an. Am Ende der Saison 2021/22 feierte er mit den Dolphins die Meisterschaft der Eastern Region. In den Aufstiegsspielen zur zweiten Liga konnte man sich nicht durchsetzen.

## Erfolge
Phitsanulok FC
- Regional League Division 2 – North: 2013 (Vizemeister)  ▲

Trat FC
- Thai League 2: 2018 (Vizemeister)  ▲

Nongbua Pitchaya FC
- Thai League 2: 2020/21  ▲

Pattaya Dolphins United
- Thai League 3 – East: 2021/22